# Château d'Aiserey
Le château d'Aiserey  est un  château néo-classique situé à Aiserey (Côte-d'Or) en Bourgogne-Franche-Comté.

## Localisation
Le château est situé en village, en rive est de la RD 968.

## Historique
En 1732, Hector Bernard Pouffier, doyen du parlement de Bourgogne et fondateur de l'académie de Dijon, entreprend la construction d’un château neuf sur la moitié nord de la motte castrale d'Aiserey. Mort sans héritier en 1736, il le lègue au doyen du Parlement. Les propriétés du Parlement sont adjugées en l'an III à Claude-François Vienot qui les recède peu après à Martin Lejéas-Carpentier. Ses descendants qui gardent le château d'Aiserey jusqu'à la fin du XXe siècle procèdent au milieu du XIXe siècle  à d'importants remaniements, ne conservant que des éléments des murs du pavillon central, les bas-reliefs de la façade nord, l'escalier intérieur en pierre de taille à deux volées droites, les communs de style néoclassique et transforment les basses-cours et jardins en un parc à l'anglaise que des lotissements récents ont fait disparaître.

## Description
Malgré ces réfections, le château actuel reste conforme à la description de 1764 : « un pavillon central, qualifié d'« ancienne tour », et de deux ailes, toutes deux de deux étages ». Les fossés entourant cet ensemble sur trois côtés sont presque comblés et face à l'angle nord-est du premier enclos les restes du château Milière ont disparu depuis le cadastre de 1810. La cour située au sud-ouest accueille toujours les écuries.

## Valorisation du patrimoine
En 1994, les communs du château sont achetés et restaurés par la commune[réf. nécessaire]. En 1995, le maître-verrier Pierre-Alain Parot installe son atelier dans les communs,.